# عبد الله النادي
كاتب وشاعر وصحافي مصري، صدرت له المجموعة الشعرية «عراب العتمة»  عن دار نينوى للدراسات والنشر والتوزيع بدمشق، ونشرت له العديد من الأعمال الشعرية في مجلة أخبار الأدب يعمل مديرًا للتحرير في وكالة بصمات الدولية للإعلام في العاصمة السعودية الرياض، وعمل في العديد من المؤسسات الإعلامية والصحفية المحلية والإقليمية، أبرزها مجموعة إم بي سي وصحيفة الجزيرة السعودية وصحيفة إيلاف.

## عراب العتمة[3]
تتناول المجموعة أربعة محطات محورية تُجسد الأولى منها تجربة الألم الإنساني عبر فضاءات لا متناهية من التساؤلات الفلسفية المركبة حول الذات والروح والجسد والعقل والقلب في محاولة لفهم طبيعة الألم وأنسنته وترويضه والغوص في ماهيته، بينما تجسد المحطة الثانية التي حملت عنوان «شتاءات الروح والجسد» رحلة الروح والجسد عبر تجربة الألم الإنساني والاستغراق في المعاناة والبحث عن أجوبة تتعلق بهما..
وتحمل المحطة الثالثة عنوان «عواصم التيه والرماد» التي تصور رحلة الاغتراب والشغف والبحث عن الوطن المنشود داخل المنفى الروحي والجغرافي، وصولا إلي «متاهة السؤال» تلك المحطة الشائكة التي تشكل غابة من التساؤلات والرؤى والأفكار حيال الوجود والميتافيزيقا، الجمال والحب، التأمل والمعرفة، الروح والجسد، الشك واليقين.